# The Fragile Art of Existence
The Fragile Art Of Existence (с англ. — «Хрупкое искусство существования») — дебютный и единственный студийный альбом американской метал-группы Control Denied, выпущенный 31 декабря 1999 года лейблом Nuclear Blast тиражом 2000 экземпляров и переизданный польской компанией Metal Mind Productions в 2008.
В 2010 году альбом был переиздан на трёх дисках с добавлением демоматериала группы 1996—1999 годов

## Список композиций
Слова и музыка всех песен — Чак Шульдинер.
| №                   | Название                        | Длительность |
| ------------------- | ------------------------------- | ------------ |
| 1.                  | «Consumed»                      | 7:24         |
| 2.                  | «Breaking The Broken»           | 5:41         |
| 3.                  | «Expect The Unexpected»         | 7:17         |
| 4.                  | «What If...?»                   | 4:29         |
| 5.                  | «When The Link Becomes Missing» | 5:17         |
| 6.                  | «Believe»                       | 6:10         |
| 7.                  | «Cut Down»                      | 4:50         |
| 8.                  | «The Fragile Art Of Existence»  | 9:38         |
| Общая длительность: | Общая длительность:             | 50:46        |

## Участники записи
- Чак Шульдинер – соло и ритм-гитара
- Шэннон Хэмм – соло и ритм-гитара
- Тим Аймар – вокал
- Ричард Кристи – ударные
- Стив ДиДжорджио – бас